# Avry
Avry es una comuna suiza del cantón de Friburgo, situada en el distrito de Sarine.

## Historia
La comuna de Avry se creó en el año 2001 fruto de la fusión de las comunas de Avry-sur-Matran y Corjolens.

## Geografía
Avry limita al norte con Noréaz y Chésopelloz, al noreste con Corminboeuf, al este con Matran, al sur con Neyruz, al suroeste con La Brillaz y al oeste con Prez-vers-Noréaz

## Transportes
Ferrocarril
Cuenta con una estación ferroviaria en la que efectúan  parada trenes regionales.